# Xã Warwick, Quận Lancaster, Pennsylvania
Xã Warwick (tiếng Anh: Warwick Township) là một xã thuộc quận Lancaster, tiểu bang Pennsylvania, Hoa Kỳ. Năm 2010, dân số của xã này là 17.783 người.